# Avressieux
Avressieux est une commune française située dans le département de la Savoie, en région Auvergne-Rhône-Alpes.

## Géographie

### Situation et description
Village au cœur de la campagne de l'Avant-Pays savoyard.

### Climat
Pour des articles plus généraux, voir Climat d'Auvergne-Rhône-Alpes et Climat de la Savoie.
En 2010, le climat de la commune est de type climat des marges montargnardes, selon une étude du Centre national de la recherche scientifique s'appuyant sur une série de données couvrant la période 1971-2000. En 2020, Météo-France publie une typologie des climats de la France métropolitaine dans laquelle la commune est exposée à un climat de montagne ou de marges de montagne et est dans la région climatique Alpes du nord, caractérisée par une pluviométrie annuelle de 1 200 à 1 500 mm, irrégulièrement répartie en été.
Pour la période 1971-2000, la température annuelle moyenne est de 11,2 °C, avec une amplitude thermique annuelle de 18,2 °C. Le cumul annuel moyen de précipitations est de 1 256 mm, avec 10,2 jours de précipitations en janvier et 7,5 jours en juillet. Pour la période 1991-2020, la température moyenne annuelle observée sur la station météorologique de Météo-France la plus proche, « Pont-de-Beauvoisin », sur la commune du Pont-de-Beauvoisin à 5 km à vol d'oiseau, est de 11,8 °C et le cumul annuel moyen de précipitations est de 1 166,3 mm,. Pour l'avenir, les paramètres climatiques de la commune estimés pour 2050 selon différents scénarios d'émission de gaz à effet de serre sont consultables sur un site dédié publié par Météo-France en novembre 2022.

## Urbanisme

### Typologie
Au 1er janvier 2024, Avressieux est catégorisée commune rurale à habitat dispersé, selon la nouvelle grille communale de densité à sept niveaux définie par l'Insee en 2022.
Elle est située hors unité urbaine. Par ailleurs la commune fait partie de l'aire d'attraction de Chambéry, dont elle est une commune de la couronne,. Cette aire, qui regroupe 115 communes, est catégorisée dans les aires de 200 000 à moins de 700 000 habitants,.

### Occupation des sols
L'occupation des sols de la commune, telle qu'elle ressort de la base de données européenne d’occupation biophysique des sols Corine Land Cover (CLC), est marquée par l'importance des territoires agricoles (83,1 % en 2018), une proportion sensiblement équivalente à celle de 1990 (83,8 %). La répartition détaillée en 2018 est la suivante : 
zones agricoles hétérogènes (65,3 %), forêts (16,2 %), terres arables (11,3 %), prairies (6,4 %), zones industrielles ou commerciales et réseaux de communication (0,7 %).
L'IGN met par ailleurs à disposition un outil en ligne permettant de comparer l’évolution dans le temps de l’occupation des sols de la commune (ou de territoires à des échelles différentes). Plusieurs époques sont accessibles sous forme de cartes ou photos aériennes : la carte de Cassini (XVIIIe siècle), la carte d'état-major (1820-1866) et la période actuelle (1950 à aujourd'hui).

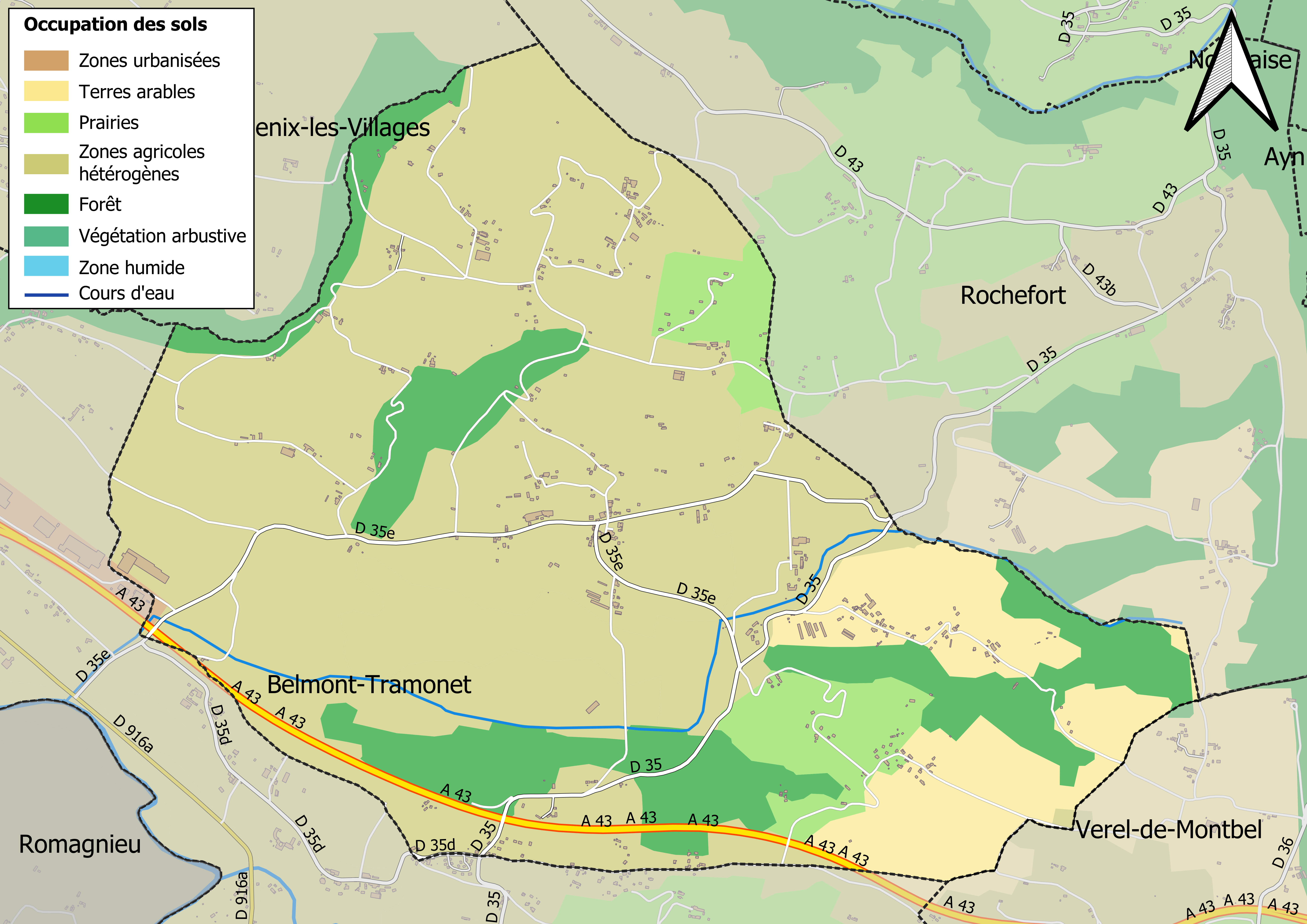
Carte des infrastructures et de l'occupation des sols en 2018 (CLC) de la commune.
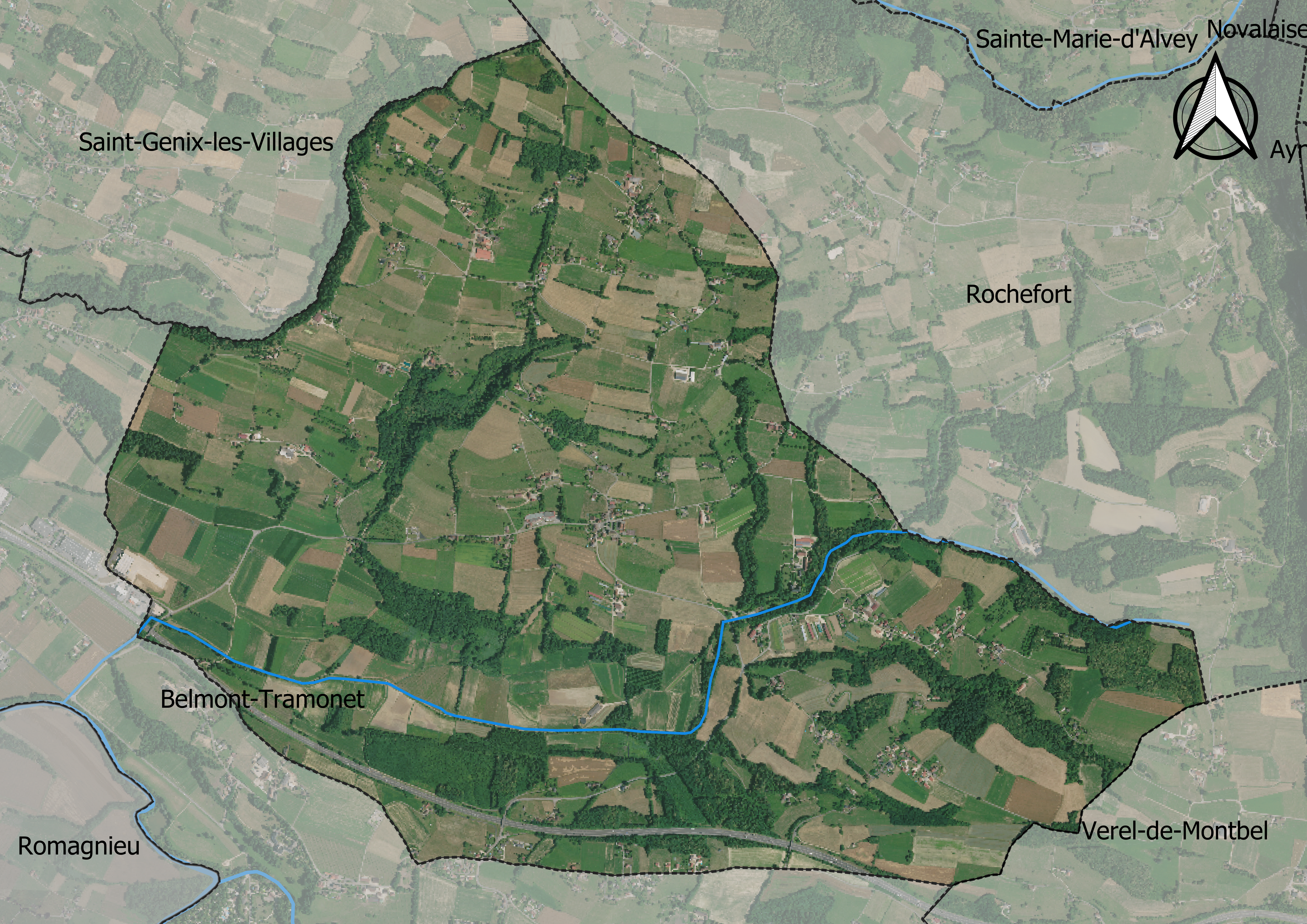
Carte orthophotogrammétrique de la commune.

## Toponymie
Le toponyme est très probablement issu du nom d'un domaine gallo-romain qui portait le gentilice Apritius,
et a évolué au cours des périodes. On trouve ainsi les formes Avriacu (vers 1115), Avriciacu (1120), Avriceu (1216), Avriciaco (1304). Plus tardivement les formes sont Avrichiaco (XIVe siècle), Avrissieu (XVIIe siècle), Avressiacum, Lay-Avrecieux (XVIIIe siècle). On trouve également d'autres formes dans les documents : Avercieux, Aversieu, Aversieux, Avercieu, Avrecieux, Avressieu, Avresieu, Avricieu et Lay, Avricieux, Avrissieu, Lay-Avressieu, Lay, Avresieux.
Lay est un lieu-dit, ancienne seigneurie, située sur la commune.
En francoprovençal, le nom de la commune s'écrit Avarcheû, selon la graphie de Conflans.

## Histoire
Un trésor monétaire romain a été trouvé à Avressieux au XIXe siècle, qui fut acquis par le Musée savoisien de Chambéry. Malgré plusieurs déménagements, cause de pertes et de déclassements, le musée possédait en 1992 de ce trésor 542 antoniniens de la seconde moitié du IIIe siècle de modèle courant, émis par Valérien, Gallien, Salonin, Postume, Tetricus, Victorin, Claude II le Gothique, Aurélien, Tacite et Probus.
En 1339, le comte de Savoie, Aymon, investit Vuillermet de la Balme, damoiseau, à raison de la dot d'Alisie, femme de ce dernier et fille de Guillaume Bochard, chevalier, de la moitié de la juridiction et seigneurie d'Avressieux.
Au cours de la période d'occupation du duché de Savoie par les troupes révolutionnaires françaises, à la suite du rattachement de 1792, la commune de Lay-Avressieux appartient au canton de Saint-Genix, au sein du département du Mont-Blanc.

## Politique et administration
| Période                                  | Période                  | Identité         | Étiquette | Qualité                                            |
| ---------------------------------------- | ------------------------ | ---------------- | --------- | -------------------------------------------------- |
| Les données manquantes sont à compléter. |                          |                  |           |                                                    |
| mars 2001                                | mars 2014                | Raymond Perrouse |           |                                                    |
| mars 2014                                | En cours (au avril 2014) | Paul Regallet    | SE        | Président de la Communauté de communes depuis 2020 |

## Population et société

### Démographie
Les habitants de la commune sont appelés les Apriciens, d'après le site de la commune et le site sabaudia.org. Cette forme dériverait, toujours selon le site, du nom du domaine gallo-romain Apriciacum. On trouve la forme Avarcholans, dans l'ouvrage Histoire des communes savoyardes (1982), selon la forme patoisante local.

L'évolution du nombre d'habitants est connue à travers les recensements de la population effectués dans la commune depuis 1793. Pour les communes de moins de 10 000 habitants, une enquête de recensement portant sur toute la population est réalisée tous les cinq ans, les populations de référence des années intermédiaires étant quant à elles estimées par interpolation ou extrapolation. Pour la commune, le premier recensement exhaustif entrant dans le cadre du nouveau dispositif a été réalisé en 2004.

En 2022, la commune comptait 534 habitants, en évolution de +2,69 % par rapport à 2016 (Savoie : +3,63 %, France hors Mayotte : +2,11 %).
| 1793 | 1800 | 1806 | 1822 | 1838 | 1848 | 1858 | 1861 | 1866 |
| ---- | ---- | ---- | ---- | ---- | ---- | ---- | ---- | ---- |
| 656  | 578  | 594  | 693  | 759  | 796  | 743  | 699  | 659  |

| 1872 | 1876 | 1881 | 1886 | 1891 | 1896 | 1901 | 1906 | 1911 |
| ---- | ---- | ---- | ---- | ---- | ---- | ---- | ---- | ---- |
| 661  | 660  | 649  | 671  | 687  | 636  | 645  | 625  | 594  |

| 1921 | 1926 | 1931 | 1936 | 1946 | 1954 | 1962 | 1968 | 1975 |
| ---- | ---- | ---- | ---- | ---- | ---- | ---- | ---- | ---- |
| 505  | 486  | 488  | 457  | 401  | 366  | 344  | 324  | 304  |

| 1982 | 1990 | 1999 | 2004 | 2006 | 2009 | 2014 | 2019 | 2022 |
| ---- | ---- | ---- | ---- | ---- | ---- | ---- | ---- | ---- |
| 296  | 349  | 384  | 431  | 450  | 464  | 515  | 526  | 534  |

### Enseignement
La commune relève de l'académie de Grenoble.

## Culture locale et patrimoine

### Lieux et monuments

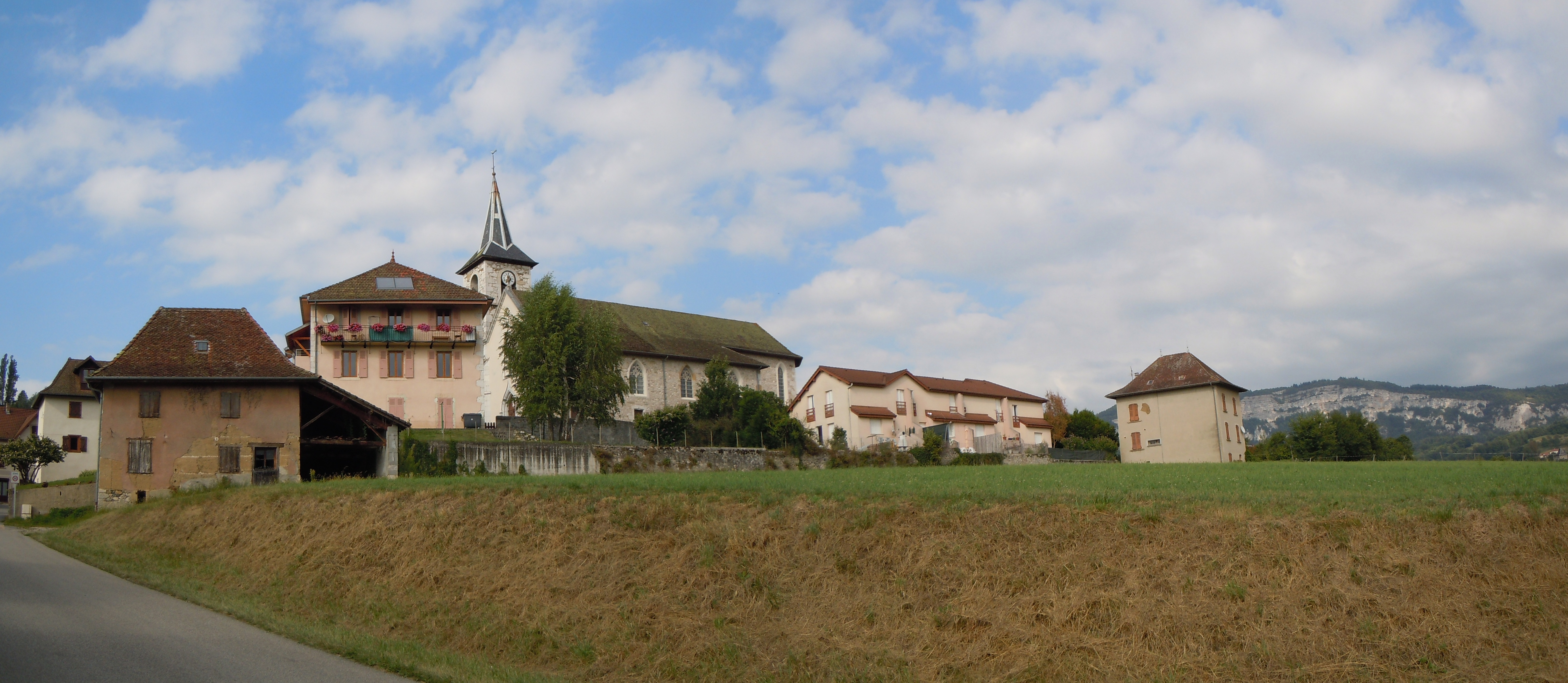
Vue du village d'Avressieux.

- L'église Saint-Laurent fait partie de la paroisse Saint-Benoît-du-Guiers. C'est une des plus grandes de la région. Son chœur  a été reconstruit en 1820 et son clocher écroulé à la Révolution a été rebâti en 1826-1844[23].
- Le château de Montfleury est une ancienne maison forte, du XIIIe, remanié aux XVIe et XVIIIe siècles, puis au XIXe siècle, qui se dresse, à 750 m, au sud-est du bourg. Le château fut au Moyen Âge, le centre de la seigneurie de Montfleury, élevée au XVIIIe siècle en baronnie.
- La commune comptait un second château, dit de Lay, dont la toponymie a gardé le souvenir dans les lieux-dits du « Châtelard » et « Vers Lay »[24].

### Patrimoine naturel
- Le marais de la Combe Veyron est une zone marécageuse située en France dans la basse-vallée du Guiers, sur les communes de Belmont-Tramonet et d'Avressieux, dans le département de la Savoie. Il est classé zone naturelle d’intérêt écologique, faunistique et floristique et fait partie de l'ensemble fonctionnel constitué par la Basse vallée du Guiers.

### Héraldique
| Blason de Avressieux | Blason  | D'azur à deux fasces d'argent accompagnées en pointe d'un écusson de gueules à la croix d'argent ; à la bande de gueules brochant sur le tout. |
| Blason de Avressieux | Détails | Adopté en septembre 2020. |